# Al-Baghdadia TV
Al-Baghdadia TV (arabisch البغدادية, DMG al-Baġdādiyya) ist ein irakischer Fernsehsender mit Sitz in Kairo. Er bezieht sein Programm zum Teil vom australischen Sender UBI World TV.
Mehrere Journalisten des Senders wurden im Irak seit 2006 getötet:
- Luaay Salam Radeef, Kameramann, ermordet am 16. Januar 2006[4]
- So'oud Muzahim al-Shoumari, tot aufgefunden im April 2006[5]
- So’oud Mukahim Al-Shoumari (Al-Hadithi), entführt, gefoltert und erschossen in Bagdad am 5. Mai 2006[6]
- Jawad Al-Daami, Produzent, ermordet in Bagdad am 24. September 2007[7]

Der Journalist Muntazer al-Zaidi wurde 2007 für drei Tage verschleppt. Im Dezember 2008 bewarf er George W. Bush mit zwei Schuhen.
Am 31. Oktober 2010 musste der Sendebetrieb kurzzeitig unterbrochen werden. Das Gebäude des Senders wurde, nachdem er Forderungen der Geiselnehmer des Anschlags auf die Sayidat-al-Nejat-Kathedrale in Bagdad 2010 gesendet hatte, von Sicherheitskräften umstellt und vom Stromnetz getrennt.